# Pseudoleucopis signata
Pseudoleucopis signata är en tvåvingeart som beskrevs av Tanasijtshuk 1996. Pseudoleucopis signata ingår i släktet Pseudoleucopis och familjen markflugor. Inga underarter finns listade i Catalogue of Life.